# 林美儀
林美儀，香港公務員，現職保安局首席助理秘書長，曾擔任香港駐悉尼經濟貿易辦事處處長。她曾入讀香港中文大學新亞書院，並在2007年取得翻譯学文学学士學位。她在2007年畢業旋即獲香港政府取錄為政務主任。她除了在政府總部的政策局及葵青民政事務處任職外，亦曾被港府派往加利福尼亞大學柏克萊分校進修公共行政学。及後，她在2021年7月被委任為香港駐悉尼經濟貿易辦事處處長，隨即於同年9月代表港府去信九號電視網批評其節目《60分鐘》抹黑《香港國安法》。她在任內宣傳香港在中國十四五規劃下發展各個行業，並積極爭取加入区域全面经济伙伴关系协定，亦向從事港澳貿易的企業予以表揚。她在2024年9月卸任，由莊國民接替。返港後，她出任保安局首席助理秘書長。

## 外部連結
- 林美儀的個人官方領英頁面 （页面存档备份，存于）

| 政府职务      | 政府职务                                          | 政府职务      |
| ------------- | ------------------------------------------------- | ------------- |
| 前任： 陳楚穎 | 香港駐悉尼經濟貿易辦事處處長 2021年7月至2024年9月 | 繼任： 莊國民 |